# 蔡朝林
蔡朝林（1970年7月—），男，漢族，浙江台州人，中华人民共和国政治人物。華南理工大學技術經濟及管理專業，在職研究生學歷，管理學博士，高級經濟師。现任贵州省人民政府副省长。

## 生平
蔡朝林歷任廣州市人民政府港務局、廣州港集團、廣州白雲國際機場股份有限公司、廣東省航運集團、廣東物資集團公司等單位。2015年7月，出任廣州市人民政府副市長、黨組成員。2017年4月，兼任廣州市南沙區委書記、南沙開發區（自貿片區）黨工委書記兼管委會主任。2020年5月，改任中共揭陽市委書記。
2021年4月，跨省出任贵州省人民政府副省长。